# ノー・スキン・オフ・マイ・アス
『ノー・スキン・オフ・マイ・アス』（No Skin Off My Ass）は、1990年に製作されたカナダの映画。ブルース・ラ・ブルース監督作品。

## キャスト
- ヘア・デザイナー：ブルース・ラ・ブルース
- スキン・ヘッド：クラウス・フォン・ブルッカー
- G・B・ジョーンズ
- キャロライン・アザール